# Steven C. Miller
Steven C. Miller (Decatur, 1981. március 8. –) amerikai forgatókönyvíró, szerkesztő és rendező. 
Játékfilmes debütálása, az Automaton Transfusion című film azonnal kultikus státuszba lépett, ami beindította karrierjét Hollywoodban. 2012-ben rendezte a Csendes éj, halálos éj remake-jét, majd a horrorról az akciófilmekre váltott. Olyan neves színészek főszereplésével rendezett filmeket, mint Bruce Willis, Sylvester Stallone, Nicolas Cage, John Cusack, Aaron Eckhart, Giancarlo Esposito és Dave Bautista.

## Tanulmánya
Miller a Full Sail Egyetemre járt, ahol film- és televíziós szakot tanult.

## Filmográfia
| 2006 | Automaton Transfusion     | Dimension Extreme      | N/A              | 30,000 dollár      | 50% | Rendezői debütálás, író és színész is.    |
| 2012 | The Aggression Scale      | Anchor Bay Films       | N/A              | N/A                | N/A | Alkotó is                                 |
| 2012 | Az ágy alatt              | XLrator Media          | N/A              | N/A                | N/A | Alkotó is                                 |
| 2012 | Silent Night              | Anchor Bay Films       | N/A              | 114,633 dollár     | 64% | Csendes éj, Halálos éj remakeje.          |
| 2015 | Mentőakció                | Lionsgate Premiere     | N/A              | 988,548 dollár     | 6%  |                                           |
| 2016 | Submerged                 | IFC Films              | N/A              | N/A                | 29% |                                           |
| 2016 | Fosztogatók               | Lionsgate Premiere     | N/A              | 1 millió dollár    | 25% |                                           |
| 2017 | Két testvér, egy lövés    | Lionsgate Premiere     | N/A              | 41,037 dollár      | 3%  |                                           |
| 2017 | Első gyilkosság           | Lionsgate Premiere     | N/A              | 347,343 dollár     | 13% |                                           |
| 2018 | Szupercella 2. – Hades    | Summit Entertainment   | 20 millió dollár | 16.7 millió dollár | 9%  | A 2013-as Szupercella c. film folytatása. |
| 2019 | Hajsza élő adásban        | Saban Films, Lionsgate | N/A              | N/A                | N/A |                                           |
| 2022 | Margaux, a gyilkos otthon | Paramount Pictures     | N/A              | N/A                | N/A |                                           |

Gyakori együttműködők
| Színész           | Szerep     | Automaton Transfusion | The Aggression Scale | Az ágy alatt | Silent Night | Mentőakció | Submerged | Fosztogatók | Két testvér, egy lövés | Első gyilkosság | Szupercella 2. – Hades |
| ----------------- | ---------- | --------------------- | -------------------- | ------------ | ------------ | ---------- | --------- | ----------- | ---------------------- | --------------- | ---------------------- |
| Dave Bautista     | Színész    |                       |                      |              |              |            |           | Igen        |                        |                 | Igen                   |
| Brandon Cox       |            |                       |                      |              | Igen         |            | Igen      | Igen        | Igen                   | Igen            |                        |
| Ryan Dodson       |            |                       | Igen                 | Igen         | Igen         | Igen       |           |             |                        |                 |                        |
| Jeff Dolen        | Igen       | Igen                  |                      |              |              |            |           |             |                        |                 |                        |
| Randall Emmett    |            |                       |                      |              | Igen         |            | Igen      | Igen        | Igen                   | Igen            |                        |
| George Furla      |            |                       |                      |              | Igen         |            | Igen      | Igen        | Igen                   | Igen            |                        |
| Adam Goldworm     | Igen       |                       | Igen                 | Igen         |              |            |           |             |                        |                 |                        |
| Adrian Grenier    |            |                       |                      |              |              |            | Igen      | Igen        | Igen                   |                 |                        |
| Jaime King        |            |                       |                      | Igen         |              |            |           |             |                        | Igen            |                        |
| Johnathon Schaech | Színész    |                       |                      |              |              |            |           | Igen        | Igen                   |                 |                        |
| Vincent Tabaillon | Szerkesztő |                       |                      |              |              |            |           | Igen        | Igen                   |                 |                        |
| Joseph White      | Operatőr   |                       |                      | Igen         | Igen         |            | Igen      |             |                        |                 |                        |
| Bruce Willis      | Színész    |                       |                      |              |              | Igen       |           | Igen        |                        | Igen            |                        |

## Videóklip
Miller rendezte a Blinded Black és a Tokyo Rose zenekarok klipjeit.

## Fordítás
- Ez a szócikk részben vagy egészben  a   Steven C. Miller című angol Wikipédia-szócikk fordításán alapul.  Az eredeti cikk szerkesztőit annak laptörténete sorolja fel. Ez a jelzés csupán a megfogalmazás eredetét és a szerzői jogokat jelzi, nem szolgál a cikkben szereplő információk forrásmegjelöléseként.